# Ragenold (hrabia Maine)
Ragenold (zm. 885) – hrabia Herbauges i Maine, margrabia Neustrii. Jego pochodzenie nie jest do końca pewne. Przyjmuje się, że był on synem Renalda, hrabiego Herbauges.
W 852 r. został hrabią Herbauges. W 878 r. zmarł hrabia Maine Gosfrid, pozostawiając nieletnich synów. Król Ludwik II Jąkała powierzył wówczas hrabstwo Maine Ragenoldowi. Hrabia musiał bronić swoich nowych włości przed najazdami wikingów. 25 lipca 885 r. skandynawscy najeźdźcy splądrowali Rouen. Na wieść o ataku Ragenold ruszył przeciw wikingom i zaskoczył ich siły. Odniósł zwycięstwo, ale zginął podczas walki.